# Limatula confusa
Limatula confusa är en musselart som först beskrevs av E. A. Smith 1885.  Limatula confusa ingår i släktet Limatula och familjen filmusslor. Inga underarter finns listade i Catalogue of Life.